# Apollo Creed
Apollo Creed è un personaggio cinematografico della saga di Rocky interpretato da Carl Weathers.

## Biografia del personaggio

### Rocky
Dal 1972, Apollo Creed è il campione del mondo in carica dei pesi massimi di boxe versione WBC. Lo sfidante Joe Green, che doveva sfidare per il centenario della scoperta dell'America il primo di gennaio del 1976, si infortuna alla mano e gli altri pugili in graduatoria si ritirano, dichiarando che cinque settimane non sono sufficienti per prepararsi: Apollo e lo staff dell'evento decidono quindi di offrire ad uno sconosciuto la possibilità di combattere per la cintura nel giorno del bicentenario della fondazione degli Stati Uniti. Sfogliando l'annuario Apollo rimane divertito dal soprannome affibbiato ad un certo Rocky Balboa, "Lo Stallone Italiano": questi, che in realtà lavora al soldo di un piccolo gangster e che boxa quasi per hobby, viene contattato dall'organizzatore e accetta; così ha modo di riavvicinarsi al suo allenatore Mickey e di dichiararsi finalmente ad Adriana, sorella dell'amico Paulie. Vedendo finalmente l'occasione di riscattare un'esistenza di insoddisfazione, Rocky si prepara all'incontro e riesce a resistere contro Apollo per tutte le quindici riprese, perdendo solo ai punti.

### Rocky II
Apollo ha vinto l'incontro con Rocky ai punti, ma non accettando le illazioni emerse dopo il match e soprattutto non sopportando l'idea di aver "vinto ma non battuto" un pugile sconosciuto, rilancia la sua sfida per dimostrare al mondo della boxe che il primo incontro è stato solo frutto del fatto che non facesse sul serio. Nel match di rivincita, tre anni dopo, Apollo si dimostra ancora più abile ed aggressivo del primo incontro, mettendo Balboa al tappeto nelle prime due riprese. Il campione accumula un netto vantaggio ai punti ma, contrariamente alle aspettative, all'ultimo round Apollo perde il titolo e, messo da parte il furore agonistico, cede sportivamente la cintura al rivale e pone fine alla propria carriera.

### Rocky III
Nel 1981,  Apollo ha chiuso con il mondo della boxe dopo la sconfitta con Rocky; quest'ultimo, campione ormai affermato ma ormai "sazio", accetta la sfida lanciata dall'emergente Clubber Lang, che causa indirettamente la morte di Mickey. Rocky viene sconfitto da Lang per k.o. al secondo round. Credendo che con il suo aiuto lo "Stallone" possa recuperare il suo titolo, Apollo convince l'ex rivale ad allenarsi con lui e Balboa riesce nell'impresa.

### Rocky IV
Nel 1985, Apollo ha ormai 43 anni ma non riesce ad accettare l'idea di non poter più combattere. L'occasione sembra arrivare quando dall'Unione Sovietica giunge un pugile dalla stazza gigantesca, Ivan Drago, campione del mondo dei dilettanti, pronto a lanciare il guanto di sfida alla boxe statunitense. Nonostante gli avvertimenti di Rocky, Apollo sfida il pugile sovietico che ritiene inesperto, carente nello stile e presuntuoso, ma quello che doveva essere solo un match di esibizione si trasforma in tragedia. Drago dimostra infatti una forza al limite dell'umano e, con una serie tremenda di colpi, uccide Apollo sul ring, dopo che questo, sul punto di cedere, aveva supplicato Rocky - presente al suo angolo - di non gettare la spugna. Apollo sarà poi vendicato dall'amico, che sconfigge Drago in Russia.

## Caratterizzazione
Lo stile di combattimento di Creed è basato su quello del leggendario Muhammad Ali: predilige infatti la tecnica, la velocità e l'agilità tralasciando in parte le capacità d'incasso (nel primo incontro con Rocky, infatti, Apollo va subito al tappeto dopo un montante sinistro, complice anche il fatto che "lo stallone italiano" è mancino e quindi lo sbilanciava).
Nel secondo match con Rocky, Creed si concentra ancor di più su potenza e velocità trascurando leggermente la resistenza: Rocky riesce infatti a resistere alle centinaia di colpi messi a segno dal campione mentre questi viene messo in difficoltà da Rocky con un numero decisamente inferiore di colpi.
Nel combattimento con Drago, Apollo non è più forte e veloce come un tempo e, complici la differenza d'età, la mole maggiore e la potenza quasi sovrumana del sovietico, Apollo viene ucciso.

## Concezione e sviluppo
Come dichiarato dallo stesso Stallone, il personaggio di Rocky Balboa è nato dopo che aveva assistito all'incontro del 1975 fra Chuck Wepner e Ali.
Apollo nasce il 17 agosto 1942 e in Rocky Balboa, nel corso di alcune trasmissioni sportive, le stesse che mostravano gli incontri fittizi dei pugili al computer, vengono proposte alcune immagini di archivio di Muhammad Ali, riferite agli anni '70. Dunque, tutto ciò lascerebbe supporre che, nella cronologia storica della saga, Muhammad Ali, ai tempi in cui Apollo era il campione del mondo dei pesi massimi (sempre negli anni '70), combattesse ancora, e plausibilmente avrebbe potuto anche rappresentare uno dei suoi più accreditati rivali per la corona iridata.
Questo particolare è rafforzato anche dal fatto che nel primo film fa la sua apparizione un altro vero ex pugile: infatti c'è un breve cameo di Joe Frazier che sale sul ring per salutare Apollo e Rocky prima del loro incontro, e addirittura lui e Creed in quella circostanza cominciano a "beccarsi" quasi a volersi lanciare una sfida. È da notare il fatto che Frazier in quegli anni era uno dei più accreditati rivali di Alì e nello stesso tempo, nel film, lo si sente dire ad Apollo "Hai avuto paura a sfidare me!". Dunque non ci sarebbe nulla da sorprendersi se Apollo Creed, che in "Rocky IV", durante la conferenza stampa prima dell'incontro con Drago, dichiara che nella sua carriera aveva "incontrato i migliori battendoli tutti" chiudendo con la battuta "ho mandato più gente in pensione io della previdenza sociale", avesse combattuto in quegli anni anche con lo stesso Alì e con Frazier, ovviamente vincendo come recita il suo record professionale prima del secondo incontro con Rocky: 47 incontri e 47 vittorie, di cui una sola non per K.O. (e cioè proprio quella con Rocky nel primo film della saga).